# 제24비행대대 (핀란드)
제24비행대대(핀란드어: Lentolaivue 24; LLv.24)는 제2차 세계 대전 당시 활동한 핀란드 공군의 전투기 대대이다. 1944년 2월 14일 제24전투비행대대(핀란드어: Hävittäjälentolaivue 24; HLe.Lv.24)로 개칭했다. 상급부대는 제2비행연대였다.
겨울전쟁 당시 핀란드의 유일한 근대식 전투기였던 포커 D.XXI가 제24비행대대에 집중 배치되었고 24대대는 핀란드군의 유일한 전방 전투기 병력이 되었다. 이후 계속전쟁 때 브루스터 F2A 버펄로, 메서슈미트 Bf 109G-2로 주력기체를 교체해 가며 활약하다 1944년 12월 4일 제31전투비행대대로 재명명되면서 사라졌다.
제24대대는 제2차 세계대전 당시 핀란드 공군에서 가장 많은 전과를 올린 부대이다. 적기 877기를 격추한 반면 격추당한 피해기는 55기이다. 핀란드 격추수 1, 2위인 일마리 유틸라이넨과 한스 빈드를 비롯해 대대원 중 일곱 명이 만네르헤임 십자장을 수훈받았다.

## 부대의 역사

### 설립
핀란드 공군은 1933년 7월 15일 조직이 개편되어 보다 많은 항공기와 비행장이 만들어지고 새 부대들이 편성되었다. 제24비행대대는 이때 새로이 만들어진 부대들 중 하나로서 콧카 북쪽, 카렐리야 지협에 인접한 우티에 주둔했다. 제24비행대대는 핀란드에서 라이센스 생산한 영국제 글로스터 게임콕 III 전투기를 사용했다. 초대 대대장 리하르트 로렌츠는 당대 일반적이었던 3기 1조 전술 대신 2기 1조 전술을 선택했다. 이 전술은 아마 핀란드 공군에서 처음 생각한 것으로 보이며 이후 루프트바페에 의해 굳어져서 오늘날까지 표준적 전술로 이어지고 있다. 이후 1937년 네덜란드제 포커 D.XXI 전투기로 주력기체가 교체되었다.

### 겨울전쟁
1939년 11월 30일 소련이 핀란드를 공격했을 당시 제24비행대대는 여전히 포커 D.XXI를 사용 중이었다. 헬싱키에 쏟아진 무자비한 폭격으로 전쟁 하루만에 300명 이상이 죽었다. 포커 전투기들은 폴리카르포프 I-16, 폴리카르포프 I-153 같은 소련 전투기보다 열등하다고 여겨졌다. 핀란드 전투기들은 불필요한 손실을 막기 위해 적 전투기와 교전하기보다는 적 폭격기를 요격하라는 명령을 받았다. 최초의 격추는 12월 1일로 소련의 투폴레프 SB 폭격기 11기가 핀란드 공군에게 격추되었다. 최초의 피격추는 아군 오인사격으로 인한 것으로 핀란드의 대공포가 핀란드 전투기를 격추시켰다. 전쟁 동안 여러 번에 걸쳐 악천후로 인해 공중작전이 중단되었다. 하지만 제24대대는 12월 19일 I-16 전투기 2대를 포함해 적기 12기를 격추하여 1939년 12월 말까지 총 54기를 격추했다. 핀란드군의 피해는 1기 격추, 1기 파손 뿐이었다. 공군이 선전을 거둠과 동시에 육군 역시 모든 전선에서 붉은 군대의 진격을 막아냈다.
겨울전쟁 당시 요르마 사르반토가 적기 13기를 격추해 24대대 최고 에이스이자 핀란드 공군 전체 최고 에이스가 되었다. 사르반토는 일류신 DB-3 폭격기 6기를 단 4분만에 격추시키기도 했다. 1940년 1월 말까지 핀란드군은 적기 34기를 격추시키고 1기를 잃었다. 이로써 대대 병력은 항공기 28기로 줄어들었다.
1월 말이 되면 소련 전투기들의 전술이 바뀌어서 낙하탱크가 도입되고 소련 조종사들은 더욱 공격적으로 나섰다. 소련 전투기들은 폭격기를 핀란드 내륙 깊숙히까지 호위했고 때로는 전투기 40-60 기가 떼로 핀란드 내륙을 돌아다니기도 했다.
2월 1일 붉은 군대는 카렐리야 지협의 만네르헤임 선을 돌파하는 것을 목표로 공세를 개시했다. 제24비행대대는 전선을 순찰하면서 아군 지상병력을 보호했다. 2월의 어느 날에는 하루에 88회 출격을 할 정도로 바빠졌다. 활동이 길어질수록 부담과 손실이 누적되었다. 제24비행대대는 2월에 적기 27기를 격추하고 6기를 잃었다. 격추되어 사망한 조종사 중에는 덴마크인 의용병도 두 명 있었다. 이제 대대 병력은 항공기 22기로 줄어들었다.
3월이 되자 육상 전투 무대가 비보르그 만 방면으로 옮겨갔다. 붉은 군대는 얼음을 건너 남부 핀란드로 침공하려 했고, 핀란드 공군 전체가 동원되어 이 공세를 막아내라는 명령을 받았다. 제24비행대대는 이때 154회 출격하였다. 3월 13일 정전협정이 맺어졌다. 제24대대는 겨울전쟁 발발 시점에 전투기가 36기였고 종전 시점에는 22기가 남았다. 적기 120기를 격추했고 그 중 100기는 폭격기였다. 손실은 11기였고 그 중 적에게 격추된 것은 9기 2기는 아군의 오인사격이었다.
겨울전쟁 당시 제24비행대대 에이스
- 요르마 사르반토: 13기 격추
- 빅토르 퓌외트시애: 7.5기 격추
- 타투 후하난티: 6기 격추 (1940년 2월 29일 격추되어 사망)
- 페르에리크 소벨리우스: 5.5기 격추

### 휴전기
1940년 4월 19일 대대 주력기가 미제 브루스터 239 버팔로로 교체되었다. 버팔로는 당시 핀란드 공군에게 최고의 전투기로 여겨졌다. 제24비행대대는 주둔지를 라흐티 동쪽 베시베흐마로 옮겼다. 소련과 핀란드 사이의 관계는 매우 긴장되어 있었고 쌍방 모두 전쟁이 다시 터지는 것은 시간문제라고 생각했다. 평화가 지속된 14개월 동안 제24비행대대의 조종사들은 고된 훈련을 받았다. 지상에는 조기경보 시스템이 설치되어 적기를 보다 일찍 발견할 수 있게 하였다.

### 계속전쟁

#### 1941년
계속전쟁 발발 시점에 제24비행대대에는 버팔로 34기가 배치되어 있었다. 핀란드 공군의 항공기는 총 235기였고 그 중 187기가 즉시 출격준비가 완료되었으며 그 중 179기가 전투기였다. 이에 맞서는 소련군은 레닌그라드 군관구에서 항공기 1,332기, 발트 함대에서 400기, 북극함대에서 114기를 동원했다. 핀란드 공군은 적아의 구분을 쉽게 하기 위해 독일 항공기와 유사한 노란색 띠로 항공기를 표시했다.
1941년 6월 25일 소련 군용기 150여기가 핀란드 도시들을 일제 공격했다. 겨울전쟁의 본격적 시작이었다. 이 전쟁 첫날 제24비행대대는 적 폭격기 10기를 격추하면서 피해는 입지 않았다. 제24비행대대는 6월 25일에서 30일에 걸쳐 핀란드 남부를 방어했으며 적기 17기(MBR-2 수륙양용기 2기와 PE-1 1기 포함)를 격추시켰다. 중도에 사고로 버팔로 1기의 비전투 손실을 입었다.
대대는 7월 3일 란타살미 공군기지로 이동했다. 새 임무는 카렐리야 육군의 작전을 지원하는 것이었고 여기에는 상급부대인 제2비행연대 전체가 동원되었다. 제12비행대대와 제16비행대대가 정찰을 맡았고, 제4비행연대로부터 브리스틀 블렌헤임 폭격기가 제공되었다.
핀란드 공군이 집결하는 것을 소련 정찰대가 발견하고 7월 8일 수 차례 공격을 가해왔다. 제24비행대대는 자기 피해는 입지 않으며 적기 11기를 격추시켰다. 이후 1941년 여름 내내 육군 지원 임무를 계속했고, 1941년 말이 되면 제24비행대대는 손실 2기(1기는 적에게 격추, 1기는 사고)에 적기 135기를 격추했다. 당시 핀란드 공군 전체는 적기 256기를 격추시켰고 전투 및 비전투 손실로 84기를 잃었다. 그 중에서도 제24비행대대의 전과가 가장 뛰어났다.

#### 1942년
1941년 12월 말 핀란드 육군이 작전 목표를 달성한 이후 계속전쟁은 그 양상이 참호전으로 변해갔다. 동시에 소련 공군은 신형 전투기들로 재무장했다. 영국 전투기인 호커 허리케인 IIA와 IIB도 무기대여를 통해 소련으로 넘어와 핀란드 전선에 그 모습을 보였다. 당시 북부 카렐리야에 주둔하고 있던 제14비행대대는 아직 구형 포커 D.XXI를 사용하고 있었고 소련의 새 전투기들을 상대하기 버거워했다. 이에 제24비행대대 병력 일부가 티크섀르비 방면의 방어를 강화하라는 명령을 받았다. 여기서 제24대대는 소련의 미그-3 및 허리케인과 교전하여 처음으로 소련군에게 전투 손실을 입었다(버팔로 3기 격추당함). 그러나 동시에 소련군은 8기 이상이 격추당했다.
호글란드 전투는 1942년 겨울까지 계속되었다. 제24비행대대는 전투기 6기로 지상 병력들을 지원했다. 에이스 전투조종사 일마리 유틸라이넨이 적기 2기를 격추시켰다. 이 시점에서 유틸라이넨의 격추수는 20기였으며 만네르헤임 십자장을 수훈받았다. 핀란드군은 성공적인 작전 이후 섬을 점거했다. 이후 1942년이 다 갈때까지 제24비행대대는 핀란드만에서 북부 카렐리야에 걸쳐 방공 전력을 보조했다. 9월 8일에는 요르마 카르후넨도 만네르헤임 십자장을 받았다.
한편 소련군은 라보츠킨 LaGG-3, 라보츠킨 La-5, 일류신 Il-2 스투르모비크, 야코블레프 Yak-1, 야코블레프 Yak-7 등의 더욱 발전된 전투기로 재무장했다.

#### 1943년
1943년 초, 대대 병력은 버팔로 24기로 줄어들어 있었다. 한편 독일로부터 넘겨받은 메서슈미트 Bf-109G 신예기로 제34비행대대가 편성되었다. 새로이 설치된 제34비행대대는 다른 부대들에서 최고의 조종사들을 선발해 데려갔는데, 이 중에 제24비행대대에서 차출된 이로는 일마리 유틸라이넨(당시 격추수 34기), 에이노 루카넨(당시 격추수 14.5기)이 있었다. 그 동안에도 소련 공군은 현대화 작업을 계속했다. 제24비행대대는 다른 부대들과 함께 핀란드 만 방어에 참여했다가 소비에트 발트 함대 항공기들과 조우했다. 7월 31일에는 한스 빈드 대위가 격추수 31기를 기록하고 만네르헤임 십자장을 받았다.

#### 1944년
1944년 초 제24비행대대는 명칭에 "전투" 접두사가 추가되어 "제24전투비행대대"가 되었다. 이때 부대 병력은 버팔로 17기로 줄어들어 있었다. 적아 교환비 30:1의 성공적인 전투기였던 버팔로는 Bf 109G들로 교체되기 시작했다. 1944년 5월이 되면 부대는 완전히 장비 교체를 끝냈고 소련군의 공세가 시작되었을 시점에 Bf 109G 14기를 운용했다.

#### 소련의 대공세
1944년 6월 9일, 소련의 육해공군 병력이 일제히 핀란드에 대한 공격을 개시했다. 핀란드 방면으로 1,500 기 이상의 소련 군용기가 동원되었고, 소련의 전략폭격사령부(ADD)도 작전을 지원했다. 핀란드 공군은 제34비행대대의 Bf 109G 16기, 제26비행대대의 버팔로 18기, 제24비행대대의 Bf 109G 14기 총 48기를 동원할 수 있었다. 제24비행대대는 당시 카렐리야 지협 남부의 술라얘르비에 주둔하고 있었다.
제24비행대대는 소련군이 얼마나 핀란드 영토 안으로 진격했는지 알아내기 위한 저어찰 임무를 맡았다. 1944년 6월 14일 시란매키-쿠테르셀캐 전투 도중 소련군 항공기 1,700여기가 동원된 대규모 항공전이 벌어졌다. 6월 15일, 제24비행대대는 북서쪽으로 이동하여 라펜란타 공항에 주둔했다. 6월 17일 대대는 극심한 공격을 받았다. 이를 요격하던 와중에 라우리 니시넨 중위(당시 격추수 32.5기)와 사르야모 중위(당시 격추수 12.5기)의 메서슈미트가 서로 충돌하여 폭발하는 사고가 벌어졌고, 숙련된 조종사였던 두 중위는 모두 사망했다. 손실을 메꿀 새 메서슈미트 전투기들이 독일로부터 공급되는 한편 독일 제3공격비행단 쿨마이 분견대가 핀란드로 파견되어 상당한 도움을 주었다.

### 종전
1944년 9월 핀란드와 소련의 단독 휴전으로 전쟁이 종료되었다. 그때까지 제24비행대대는 대대원 총 763명이 전사했고 항공기 30기를 잃었다(그 중 적에게 격추된 것은 26기). 교환비로 따지면 제24대대 전투기 1기를 격추하기 위해 소련 전투기 29.3기가 희생된 격이었다. 제24비행대대 조종사 중 네 명이 만네르헤임 십자장을 수훈받았으며 두 명은 2회 수훈받았다.
1944년 12월 4일 제31비행대대로 개칭되면서 제24대대는 소멸했다. 제31대대는 아직까지 현역으로 활동중인 부대이며 F-18을 주력기로 사용 중이다.

## 역대 대대장
- 소령 리하르트 로렌츠, 1933년 7월 15일 - 1938년 11월 21일
- 중령 구스타브 에릭 마그누손, 1938년 11월 21일 - 1944년 12월 4일
- 소령 요르마 카르후넨, 1944년 12월 4일 - (제31전투비행대대로 개칭, 24대대 소멸)

## 전투서열

### 겨울전쟁
- 제1편대(1. Lentue) - 포커 D.XXI 6기
- 제2편대(2. Lentue) - 포커 D.XXI 6기
  - 부오렐라 분견대(Osasto Vuorela)
- 제3편대(3. Lentue) - 포커 D.XXI 6기
  - 루카넨 분견대(Osasto Luukkanen)
- 제4편대(4. Lentue) - 포커 D.XXI 7기
- 제5편대(5. Lentue) - 포커 D.XXI 10기
  - 아홀라 분견대(Osasto Ahola)
  - 실래이넨 분견대(Osasto Siiräinen, 제26비행대대 제1편대)
  - 키비넨 분견대(Osasto Kivinen, 제26비행대대 제2편대)

주력기체는 포커 D.XXI 36기.

### 계속전쟁
- 제1편대(1. Lentue) - 버팔로 9기
  - 루카넨 분견대(Osasto Luukkanen)
- 제2편대(2. Lentue) - 버팔로 8기
  - 아홀라 분견대(Osasto Ahola)
- 제3편대(3. Lentue), "기사편대" - 버팔로 8기
- 제4편대(4. Lentue) - 버팔로 8기
- 제34비행대대 제1편대(1./Le. Lv.34)

주력기체는 브루스터 F2A 버펄로 34기. 이후 전쟁 후반에 메서슈미트 Bf 109G 29기가 추가되어 버팔로 일부를 교체.

## 참고 자료
- Keskinen, Kalevi; Stenman, Kari and Niska, Klaus. Hävittäjä-Ässät-Finnish Fighter Aces (Suomen Ilmavoimien Historia 11) (in Finnish with English summary). Espoo, Finland: Tietoteos, 1978. ISBN 951-9035-37-0.
- Stenman, Kari and Keskinen, Kalevi. Finnish Aces of World War 2. Botley, Oxford, UK: Osprey Publishing, 1998. ISBN 1-85532-783-X.
- Stenman, Kari and Weal, John. Lentolaivue 24. Botley, Oxford, UK: Osprey Publishing, 2001. ISBN 1-84176-262-8.